# Peter Grzybowski
Peter (Piotr) Grzybowski (ur. 16 czerwca 1954 w Krakowie, zm. 29 sierpnia 2013 w Nowym Jorku) – polski artysta multimedialny, performer i malarz.

## Życiorys
Studiował na ASP w Krakowie, gdzie uzyskał dyplom w 1982 na wydziale malarstwa. Pierwsze realizacje performance od 1981, indywidualne oraz z grupą AWACS (1982–87) i KONGER (1984–1986). Od 1985 mieszkał w USA.
Do 1996 wystawiał prace malarskie (m.in. we Fusion Arts Museum w Nowym Jorku, DeCordova Museum w Lincoln w stanie Massachusetts, Joslyn Art Museum w Omaha w stanie Nebraska, National Building Museum w Waszyngtonie w Dystrykcie Kolumbii, Muzeum Sztuki w Łodzi, Galerii Arsenał w Poznaniu, Galerii Wymiany w Łodzi, Galerii OK Harris w Nowym Jorku, Galerii Bunkier Sztuki w Krakowie, Galerii Zachęta w Warszawie, Grand Palais w Paryżu).
Głównym problemem, który poruszał w malarstwie i instalacjach była alternatywna rzeczywistość. Obrazy imitujące obiekty takie jak fotografie, deski, płyty marmurowe i metalowe. Jego obrazy znajdują się w kolekcjach: John Hechinger Collection, Norton Center for the Arts, Bob Rotchild Collection, Michael Rakosi Collection, Raymond and Arlene Zimmerman Collection, Galeria Wymiany oraz w wielu innych prywatnych kolekcjach w USA, Kanadzie, Francji, Niemczech i w Polsce.
W ostatnich latach tworzył multimedialne performance i instalacje, w których wykorzystywał komputery, cyfrowe wideo, dźwięk, światło UV (instalacje te pokazywane były m.in. w Galerii Entropia we Wrocławiu oraz nowojorskich galeriach: TIXE, Fusion Arts Museum i NOW) a także interaktywne płyty kompaktowe (m.in. prezentowane na Międzynarodowych Spotkaniach Sztuki w Katowicach 2000, Festiwalu WRO we Wrocławiu w 2001 oraz w Chashamie w Nowym Jorku 2002).
W twórczości performance używał multimediów, elementów otaczającej rzeczywistości i technik dekonstrukcji. Komentował, krytykował otaczający świat, zachodzące w nim zjawiska i przemiany, często dokonując destrukcji obiektów. 
Osiągał ekspresyjne efekty używając materiałów i rekwizytów takich jak szkło, krew, zarówki, monitory, sprzęt sportowy i narzędzia.
Uczestnik wielu międzynarodowych festiwali i imprez performance (m.in. Open International Performance Art Festival w Pekinie, Międzynarodowy Festiwal Performance „Zamek Wyobraźni” 2000 i 2006, IIPAE Dżakarta, Indonezja, 2006, Interakcje – Piotrków Trybunalski, 2006, Chashama Nowy Jork 2002 – 2006, Coalition Performance Festival Valparaíso, Chile 2005, Judson Memorial Church Nowy Jork 2004, New New Yorkers Festival w CSW w Warszawie 2004, Forum Social European Berlin i Paryż 2003, Fort Sztuki Kraków 1998–2000, Franklin Furnace Nowy Jork 1987, Cooper Union School of Art Nowy Jork 1987, C.U.A.N.D.O Center Nowy Jork 1986, Art Now Gallery Mannheim 1983). Członek Stowarzyszenia Fort Sztuki i IAPAO, organizator (kurator) spotkań i festiwali performance „Kesher” w USA i w Polsce. Wraz z Małgorzatą Kaźmierczak współzałożyciel (obecnie wiceprezes) Fundacji Promocji Sztuki Performance „Kesher” w Krakowie.